# Kraków (singel)
Kraków - singel zespołu Myslovitz promujący płytę The Best Of. Ukazał się w 2003 roku. Znajdują się na nim dwie wersje utworu "Kraków" pochodzącego z albumu Miłość w czasach popkultury, wersja oryginalna oraz nowa wersja nagrana z towarzyszeniem Marka Grechuty i jego zespołu Anawa.

## Lista utworów
- "Kraków" (vs. Marek Grechuta & Anawa)
- "Kraków"
- wywiad z Markiem Grechutą (x4)
- wywiad z Myslovitz